# Classica Aldeias do Xisto 2017
La 1re édition de la Classica Aldeias do Xisto a eu lieu le 12 mars 2017. Elle fait partie du calendrier UCI Europe Tour 2017 en catégorie 1.2. La course a été remportée par l'Espagnol Vicente García de Mateos (Louletano-Hospital de Loulé).

## Présentation

### Équipes
| Équipes continentales (6)- Louletano-Hospital de Loulé - Sporting-Tavira - Sparebanken Sør - Efapel - W52-FC Porto - LA Alumínios-Metalusa-BlackJack |
| |

## Classements

### Classement final
La course a été remportée par l'Espagnol Vicente García de Mateos (Louletano-Hospital de Loulé).
| \| Classement général \| Classement général \| Classement général \| Classement général \| Classement général \| \| Coureur \| Coureur \| Pays \| Équipe \| Temps \| \| ------------------ \| ------------------------ \| ------------------ \| ------------------------------- \| ------------------ \| \| 1er \| Vicente García de Mateos \| Espagne \| Louletano-Hospital de Loulé \| 3 h 58 min 34 s \| \| 2e \| Rinaldo Nocentini \| Italie \| Sporting-Tavira \| + 12 s \| \| 3e \| Andreas Vangstad \| Norvège \| Sparebanken Sør \| + 15 s \| \| 4e \| Sérgio Paulinho \| Portugal \| Efapel \| + 21 s \| \| 5e \| Amaro Antunes \| Portugal \| W52-FC Porto \| + 21 s \| \| 6e \| Joni Brandão \| Portugal \| Sporting-Tavira \| + 24 s \| \| 7e \| André Cardoso \| Portugal \| Trek-Segafredo \| + 27 s \| \| 8e \| Edgar Pinto \| Portugal \| LA Aluminios-Metalusa-BlackJack \| + 29 s \| \| 9e \| Frederico Figueiredo \| Portugal \| Sporting-Tavira \| + 29 s \| \| 10e \| Tiago Machado \| Portugal \| Katusha-Alpecin \| + 29 s \| |                          |          |                                 |                 |
| |                          |          |                                 |                 |
| Source : ProCyclingStats |                          |          |                                 |                 |
| Classement général |                          |          |                                 |                 |
| Coureur | Coureur                  | Pays     | Équipe                          | Temps           |
| 1er | Vicente García de Mateos | Espagne  | Louletano-Hospital de Loulé     | 3 h 58 min 34 s |
| 2e | Rinaldo Nocentini        | Italie   | Sporting-Tavira                 | + 12 s          |
| 3e | Andreas Vangstad         | Norvège  | Sparebanken Sør                 | + 15 s          |
| 4e | Sérgio Paulinho          | Portugal | Efapel                          | + 21 s          |
| 5e | Amaro Antunes            | Portugal | W52-FC Porto                    | + 21 s          |
| 6e | Joni Brandão             | Portugal | Sporting-Tavira                 | + 24 s          |
| 7e | André Cardoso            | Portugal | Trek-Segafredo                  | + 27 s          |
| 8e | Edgar Pinto              | Portugal | LA Aluminios-Metalusa-BlackJack | + 29 s          |
| 9e | Frederico Figueiredo     | Portugal | Sporting-Tavira                 | + 29 s          |
| 10e | Tiago Machado            | Portugal | Katusha-Alpecin                 | + 29 s          |